# بابسك
بابسك (بالبولندية: Babsk) هي قرية في وسط بولندا, يبلغ عددسكانها نحو 700 ألف نسمة.

## أعلام
- غايتانو شيريا